# Malabo
Malabo è una città e capitale della Guinea Equatoriale. Situata sulla costa settentrionale dell'isola di Bioko (in passato Fernando Poo), ha una popolazione approssimativa di 300 000 abitanti.

## Storia
La città venne fondata dagli inglesi, che avevano affittato l'isola dalla Spagna, nel 1827. Battezzata Port Clarence, venne impiegata come stazione navale nel tentativo di sopprimere il commercio degli schiavi. Molti schiavi appena liberati vi vennero insediati, prima della fondazione della Sierra Leone come colonia per gli schiavi liberati. Mentre molti di loro in seguito si trasferirono in Sierra Leone, alcuni dei loro discendenti, chiamati Fernandinos, si possono ancora trovare a Malabo e nell'area circostante, dove costituiscono un gruppo etnico distinto e parlano un loro dialetto afro-portoghese.
Quando l'isola tornò sotto il completo controllo spagnolo, Malabo venne ribattezzata Santa Isabel. Venne scelta nel 1969 per sostituire la città di Bata (posta sul continente) come capitale della nazione e cambiò nome in Malabo nel 1973, come parte della campagna del presidente Francisco Macías Nguema per rimpiazzare i toponimi stranieri con "autentici" nomi africani.
Durante il suo "regno del terrore", Macías Nguema portò ad un quasi genocidio della minoranza Bubi, che formava la maggioranza della popolazione dell'isola di Bioko, e portò molti elementi della sua tribù, i fang, a Malabo. Negli anni finali del suo governo, quando la Guinea Equatoriale era nota anche come la "Auschwitz Africana", gran parte della popolazione della città fuggì, così come circa un terzo della popolazione della nazione. Malabo deve ancora riprendersi dalle ferite di quel periodo.

## Cambiamenti prodotti dalla scoperta del petrolio
Malabo è stata interessata in modo significativo dalla crescente cooperazione di Teodoro Obiang Nguema Mbasogo con l'industria del petrolio. La produzione nazionale ha raggiunto i 360.000 barili/giorno (nel 2004), un incremento che ha portato al raddoppio della popolazione della città.
Il petrolio ha anche portato al primo collegamento aereo regolare tra gli Stati Uniti e la città, un volo settimanale della Houston Express, una compagnia charter privata formata dall'accordo tra la SONANGOL (la compagnia petrolifera nazionale) e la World Airways.